# École des pêches et de l'aquaculture du Québec

Logo

L'école des pêches et de l'aquaculture du Québec (ou l'ÉPAQ) est un campus du cégep de la Gaspésie et des Îles situé à Grande-Rivière, à 30 km de Percé dans la région administrative de Gaspésie–Îles-de-la-Madeleine au Québec. L'école offre de la formation de niveaux secondaire et collégial spécifique au monde marin. C’est pourquoi elle accueille les étudiants en bordure d’un immense laboratoire naturel : le golfe du Saint-Laurent.

## Description
L'ÉPAQ est une institution établie en Gaspésie depuis 1948. L'École est composée de locaux dotés de techniques de pointe. Parmi ceux-ci, on compte des ateliers de navigation, d’instrumentation électronique, d’engins de pêche, de mécanique marine, de mécanique auxiliaire, d’électricité du bateau de pêche, des laboratoires de biochimie et de bactériologie des produits marins, une usine de transformation du poisson et, finalement, une salle d’aquaculture où l’on élève du plancton, des mollusques, des poissons et des crustacés. Entre les mains d’experts, les élèves reçoivent donc une formation pratique, adaptée à la réalité du milieu maritime. Bibliothèque spécialisée, salle d’informatique et locaux d’activités étudiantes complètent l'École des pêches et de l'aquaculture du Québec qui offre un environnement propice à l’apprentissage des étudiants.
Depuis 1988, l'école fait partie du regroupement Les Écoles nationales du Québec.